# Radiation and Environmental Biophysics
Radiation and Environmental Biophysics è una rivista scientifica trimestrale sottoposta a revisione paritaria, che si occupa di ricerca nel campo della biofisica e della biologia delle radiazioni.
Fondata nel 1974, ha continuato una precedente pubblicazione intitolata Biophysik. È pubblicata dalla Springer Science+Business Media e i capiredattori sono Anna A. Friedl (Università Ludwig-Maximilian), Werner Rühm (Helmholtz Zentrum München) e Andrzej Wojcik (Università di Stoccolma).

## Indicizzazione
Gli abstract e gli articoli della rivista sono indicizzati da:
- Chemical Abstracts Service[1]
- Index Medicus/MEDLINE/PubMed[2]
- Science Citation Index Expanded[3]
- Current Contents/Life Sciences[3]
- BIOSIS Previews[3]
- Scopus[4]

Secondo il Journal Citation Reports, nel 2020 la rivista ha ricevuto un fattore di impatto pari a 1,925. Al 2025 l'indice H è stato pari a 58.